# Grania laxarta
Grania laxarta är en ringmaskart som beskrevs av Locke och Coates 1999. Grania laxarta ingår i släktet Grania och familjen småringmaskar. Inga underarter finns listade i Catalogue of Life.